# 红岩镇 (弥渡县)
红岩镇，是中华人民共和国云南省大理白族自治州弥渡县下辖的一个乡镇级行政单位。

## 行政区划
红岩镇下辖以下地区：
红岩村、吉祥村、竹园村、班局村、大营村、理卫村、罗营村、赤水村、史近村、东海村、章岗村和清水沟村。